# Corynaea dilechria
Corynaea dilechria är en fjärilsart som beskrevs av Turner 1919. Corynaea dilechria ingår i släktet Corynaea och familjen stävmalar. Inga underarter finns listade i Catalogue of Life.